# William Thornton
William Thornton (Jost Van Dyke, 20 de maio de 1759 - 28 de março de 1828) foi um médico, inventor, pintor e arquiteto dos Estados Unidos.
Nasceu nas Ilhas Virgens onde sua família tinha uma fazenda de açúcar. Com cinco anos foi para a Inglaterra estudar. Ingressou na Universidade de Edimburgo em 1781. Dois anos depois estava em Londres, para se aperfeiçoar na Medicina, mas também começou a frequentar as palestras na Royal Academy. Em 1874 terminou seus estudos médicos na Universidade de Aberdeen.
Em 1786 emigrou para a América, e se envolveu na luta abolicionista. Em 1789, depois de praticar um pouco a Medicina, venceu um concurso para o projeto da Library Company of Philadelphia, o primeiro prédio de estilo neoclássico a ser erguido na cidade. Em 1790 casou com Anna Maria Brodeau. Sua obra mais conhecida foi o primeiro projeto do Capitólio de Washington D.C.